# Romiatge de Santa Faç
|  | Per a altres significats, vegeu «Santa Faç (desambiguació)». |

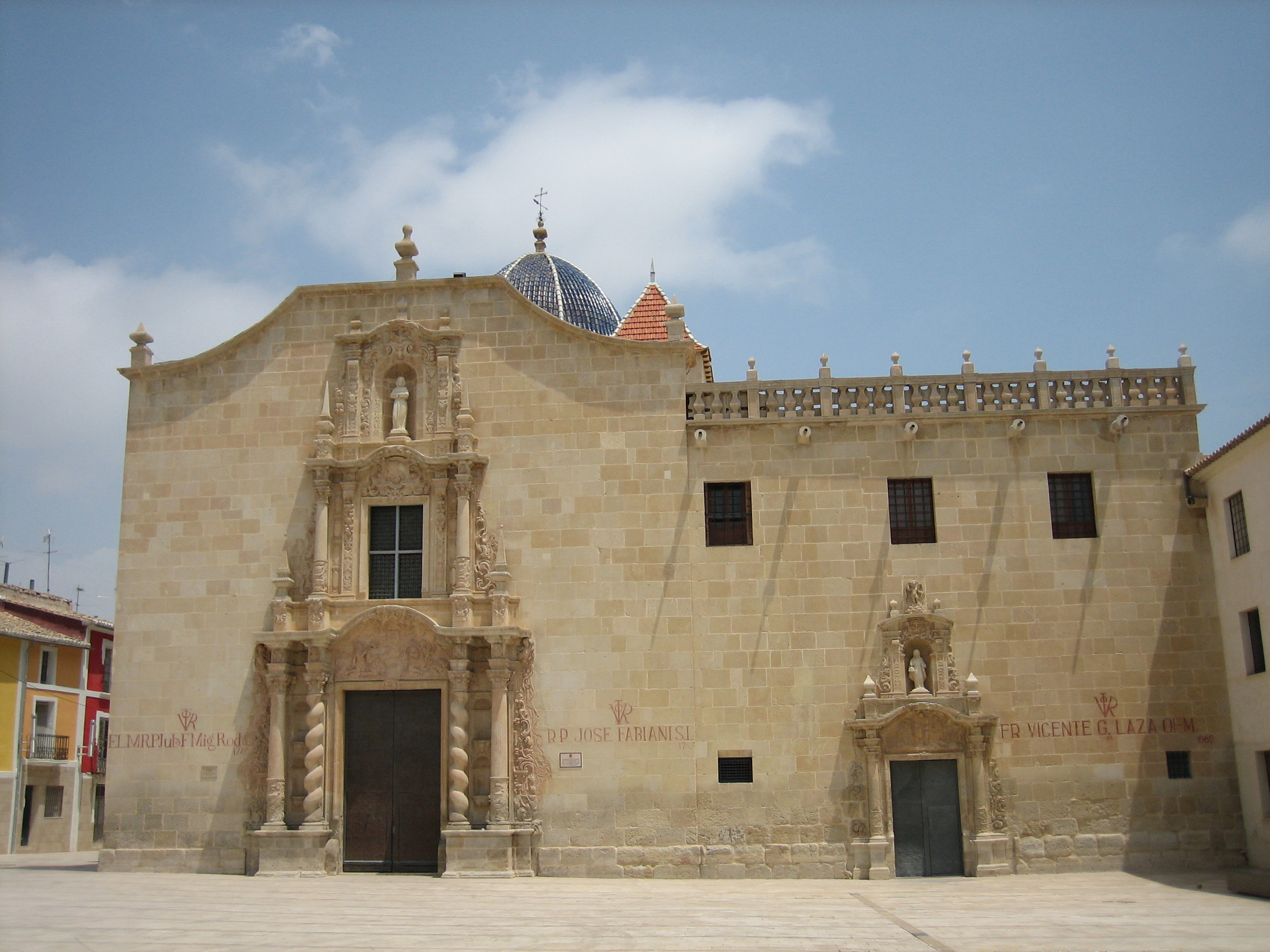
Façana del monestir de la Santa Faç, on es venera la relíquia de la Santa Faç.

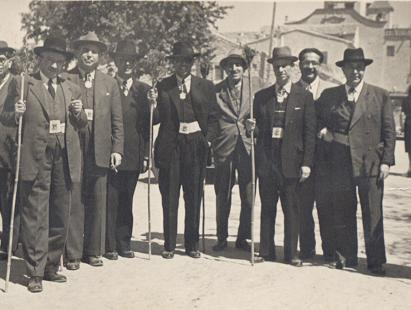
Imatge de 1947 en la qual la corporació municipal, encapçalada per l'alcalde Manuel Montesinos Gómiz, va peregrinar al monestir de la Santa Faç.

El romiatge de Santa Faç, coneguda també com La Pelegrina és una romiatge catòlic que té lloc a la ciutat d'Alacant el segon dijous posterior a Dijous Sant, que reuneix a més de 260.000 pelegrins.
El punt de partida és la cocatedral de Sant Nicolau de Bari, i des del temple es recorren vuit quilòmetres, fins a arribar al monestir de la Santa Faç, on es venera la relíquia de la Santa Faç d'Alacant, el llenç en el qual està plasmada la imatge de la "faç" de Crist recollida per la Verònica que es venera al monestir. Acompanya el festeig oficial una còpia del llenç, mentre que l'original és exposat a l'arribada, a la plaça de Luis Foglietti.
La festa té més de cinc segles d'antiguitat, i al llarg del romiatge es resa el viacrucis. És tradicional que els assistents al romiatge vesteixin el vestit típic de pelegrí que està format per una brusa negra i un mocador al coll amb els colors de la ciutat: blanc i blau. A més, porten canyes de romaní que es reparteixen en la concatedral una hora abans de la sortida.
És típica la "paraeta" en la que es prenen rosquilles i mistela. Als voltants del monestir se situen molts llocs de venda ambulant en els quals és típic comprar algun objecte d'artesania. També és característic d'aquesta festa, els menjars dels pelegrins a l'aire lliure en els camps d'al voltant.
El recorregut del romiatge està marcat per un viacrucis aixecat en els anys 1950 per Acció Catòlica. Consta de tretze estacions de pedra arenisca amb un taulell ceràmic representant les escenes de la Passió, en les quals es deté la relíquia i es realitzen els resos oportuns.

## L'altra Santa Faç
Des de fa anys, els joves alacantins celebren un romiatge alternatiu. En aquest particular romiatge, a diferència de la tradicional, en la qual es venera la imatge situada al monestir de la Santa Faç, els pelegrins prenen un desviament abans d'arribar-ne a la rodalia i es congreguen a la platja de Sant Joan. En ella acaba una jornada tenyida per l'alcohol.
"L'altra Santa Faç" congrega any rere any a una quantitat major de feligresos, arribant a ajuntar-se l'any 2013 més de 20.000 persones (segons les dades facilitades per la policia).